# Petrophile arcuata
Petrophile arcuata är en tvåhjärtbladig växtart som beskrevs av D.B. Foreman. Petrophile arcuata ingår i släktet Petrophile och familjen Proteaceae. Inga underarter finns listade i Catalogue of Life.